# Равногорска река
Равногорска река е река в Южна България – Област Пазарджик, община Брацигово, десен приток на Стара (Пещерска) река. Дължината ѝ е 24 km. отводнява североизточните разклонения на Баташка планина.
Равногорска река извира на 1686 m н.в. под името Боазка река на около 1 km северозападно от връх Санджак (1878 m) в Баташка планина. Тече в северна посока в дълбока, гъсто залесена долина, с изключение на малките Равногорска и Брациговска котловини. Влива се отдясно в Стара (Пещерска) река на 291 m н.в., на 1 km северно от град Брацигово.
Равногорска река има два основни притока: Батачка река (ляв) и Умишка река (десен, най-голям). Реката е с дъждовно-снежно подхранване, като максимумът е в периода април-май, а минимумът – септември. Среденият годишен отток при село Равногор е 0,303 m3/s. По течението на реката в Община Брацигово са разположени две села: Равногор и Розово. В долното течение, в Брациговската котловина водите на реката се използват за напояване, а в горното част от водите ѝ се прехвърлят в язовир „Батак" и се включват в Баташкия водносилов път.

## Топографска карта
- Лист от карта K-35-61. Мащаб: 1 : 100 000.
- Лист от карта K-35-73. Мащаб: 1 : 100 000.